# Astropy
Astropy — библиотека с открытым исходным кодом для языка программирования Python, предназначенная для выполнения астрономических расчётов и широко применяемая в среде профессиональных астрономов.
Философия проекта предполагает максимальное переиспользование уже существующих научных пакетов. Базовыми для Astropy являются проекты NumPy, SciPy, Matplotlib и Cython.

## Функции
- Конвертация физических величин, выполнение численных расчетов
- Пересчёт координат в различные системы
- Обработка изображений в формате FITS
- И другие задачи астрономии и космологии

## История
Первая версия библиотеки была разработана в Институте исследований космоса с помощью космического телескопа.